# Ilion Animation Studios
Skydance Animation Madrid es un estudio de animación español afincado en la localidad madrileña de Las Rozas de Madrid, España.
El estudio fue creado en 2002 por los fundadores de la empresa de videojuegos  Pyro Studios, los hermanos Pérez Dolset, para crear películas animadas por computadora para su estreno en cines. Después de trabajar con Skydance Media desde 2017, fueron adquiridos por la compañía en 2020 y rebautizados como Skydance Animation Madrid.

## Historia
lion Animation Studios se estableció originalmente en Madrid, España. Los hermanos Perez Dolset, Javier e Ignacio Perez Dolset, fundaron la empresa en 2002 para realizar películas animadas. Ilion Animation Studios es socio de U-Tad, que es una universidad europea especializada en artes y tecnología digitales. Ilion presenta todo su propio contenido. En ocasiones, Ilion trabaja con algunos de sus terceros. Ilion Animation Studios es de propiedad privada e independiente. 
En marzo de 2017, Ilion anunció que se asociaría con Skydance Animation para producir dos largometrajes animados: Luck y Spellbound. Skydance Animation adquirió formalmente el estudio en abril de 2020, rebautizándolo como Skydance Animation Madrid.